# Gymnocarpium jessoense
Gymnocarpium jessoense là một loài thực vật có mạch trong họ Woodsiaceae. Loài này được (Koidz.) Koidz. miêu tả khoa học đầu tiên năm 1936.